# Pryvit

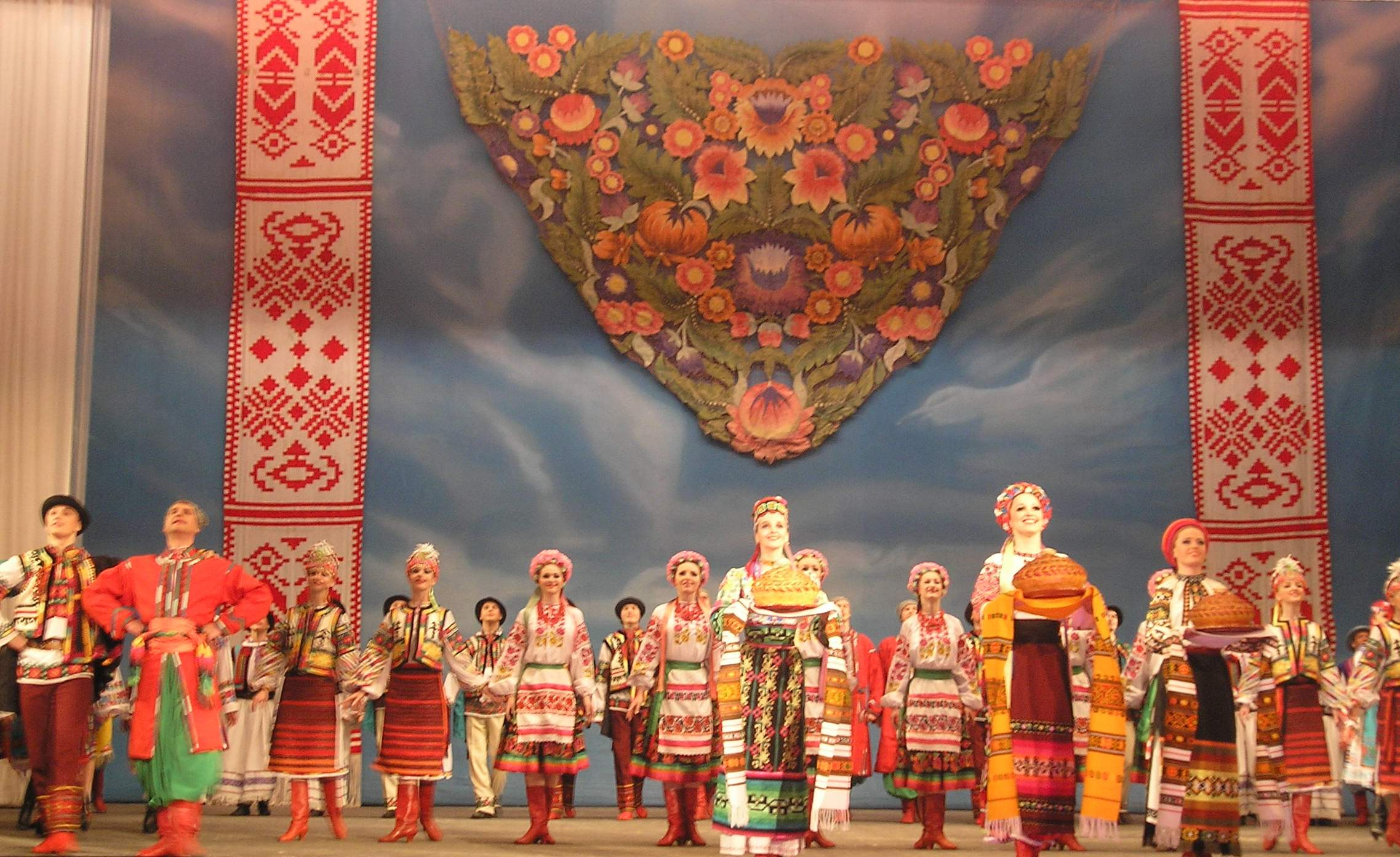
Ukrainsk Välkomstdans Pryvit

Pryvit är en ukrainsk folkdans, som utvecklats i början av 1900-talets ukrainska dansensembler som ett intro till ukrainska folkdanser. I dansen välkomnas åskådaren av dansare som bär ut fat med bröd, vete och salt på en Rusjnyk (ukrainsk handduk med ukrainskt broderat mönster). Brödet och vetet symboliserar den ukrainska jordens bördighet.